# Casar de Cáceres
Casar de Cáceres – gmina w Hiszpanii, w prowincji Cáceres, w Estramadurze, o powierzchni 130,3 km². W 2011 roku gmina liczyła 4796 mieszkańców.